# 초 회왕
초 회왕(楚 懷王, 기원전 355년~기원전 296년)은 중국 춘추 전국 시대 초나라의 제37대 군주(재위: 기원전 329년~기원전 299년)이고, 이름은 괴(槐)이며, 서족 후손계의 촌수로는, 창평군의 조부이자 부추의 증조부이고, 또한 서초의 초대 황제이자 초나라의 마지막 왕인 의제의 고조부가 된다.

## 생애
기원전 329년 초나라의 왕으로 보위에 올랐다. 그는 진나라와 초나라와 위나라에서 활약을 한 당대 화제의 모사였던 장의가 자행을 한 감언이설(甘言利說)과 변설(辨說)과 궤계(詭計)와 간책(奸策)에 놀아나 초나라의 국력을 낭비로 소진하였다. 끝내 진나라의 계략과 조나라의 배신에 휩쓸려 기원전 299년 초나라의 왕의 자리에서 폐위된 후 그의 아들이 초나라의 군왕 보위를 이어받았으며, 왕위에서 폐위된 지 3년 후 기원전 296년 진나라의 감금지에서 쓸쓸히 죽었다.
그의 직계 서고손자인 초 의제는 초나라 왕조의 처음이자 마지막이라는 유일한 황제가 되었다.

## 가족 관계
- 처첩 
  - 왕후 : 남후 정수 - 2남 1녀를 낳았다
  - 후궁 : 위미인 - 정수가 질투하여, 초 회왕으로부터 의형(코를 베는 형벌)을 받게끔 하였다.
- 자녀
  - 초 경양왕 - 생모 정수
  - 자란
  - 양문군
  - 춘신군 헐

## 회왕이 나온 TV작품
- 《굴원》 - 배우 이청
- 《굴원》 - 배우 담비령
- 《대진제국지종횡》, 《대진제국지굴기》 - 배우 팽파
- 《미월전》 - 배우 조징
- 《사미인》 - 배우 교진우

| 전 임 아버지 위왕 웅상 | 제37대 초나라의 군주 기원전 329년 ~ 기원전 299년 | 후 임 아들 경양왕 웅횡 |

## 같이 보기
- 초사
- 굴원